# Cransac-les-Thermes
Pour les articles homonymes, voir Cransac (homonymie).
Cransac-les-Thermes, anciennement Cransac jusqu'au 10 janvier 2025, est une commune française située dans le département de l'Aveyron, en région Occitanie.
Cransac-les-Thermes est situé dans le Bassin historique de Decazeville-Aubin, dans le Nord Aveyron, une région riche en houille devenue à partir des années 1830 un des bassins houillers les plus importants du sud de la France. 

## Géographie

### Localisation

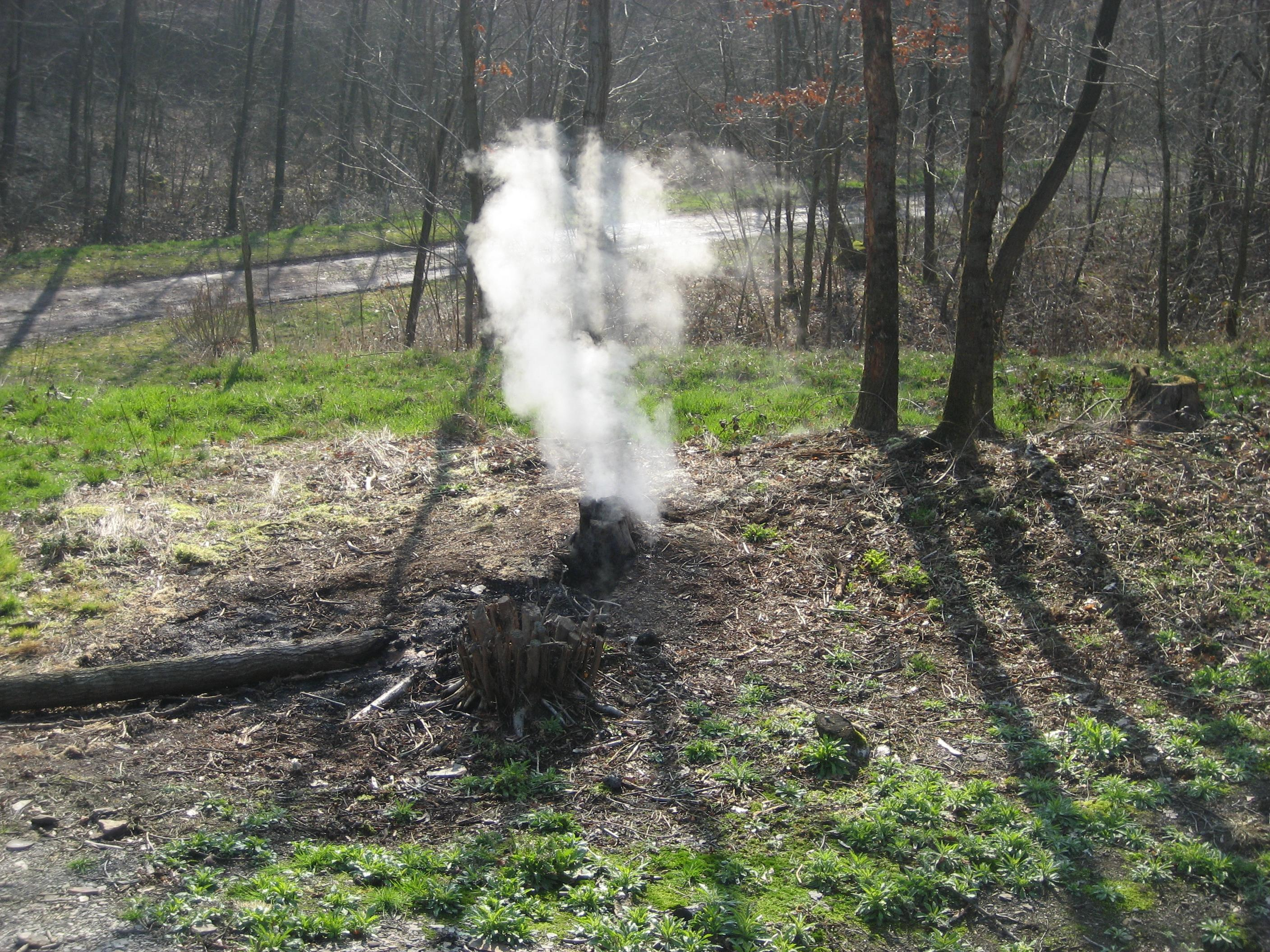
Fumées s'échappant de la « Montagne qui brûle ».

Cransac-les-Thermes se trouve  à cinq kilomètres au sud-est de Decazeville.
La commune se trouve dans l'aire d'attraction de Decazeville, ainsi que dans son unité urbaine et son bassin de vie. Elle fait partie de la zone d'emploi de Figeac-Villefranche.

### Communes limitrophes
Les communes limitrophes sont  Aubin, Auzits et Firmi.
| Aubin |                     | Firmi  |
|       | Cransac-les-Thermes |        |
|       |                     | Auzits |

### Hydrographie

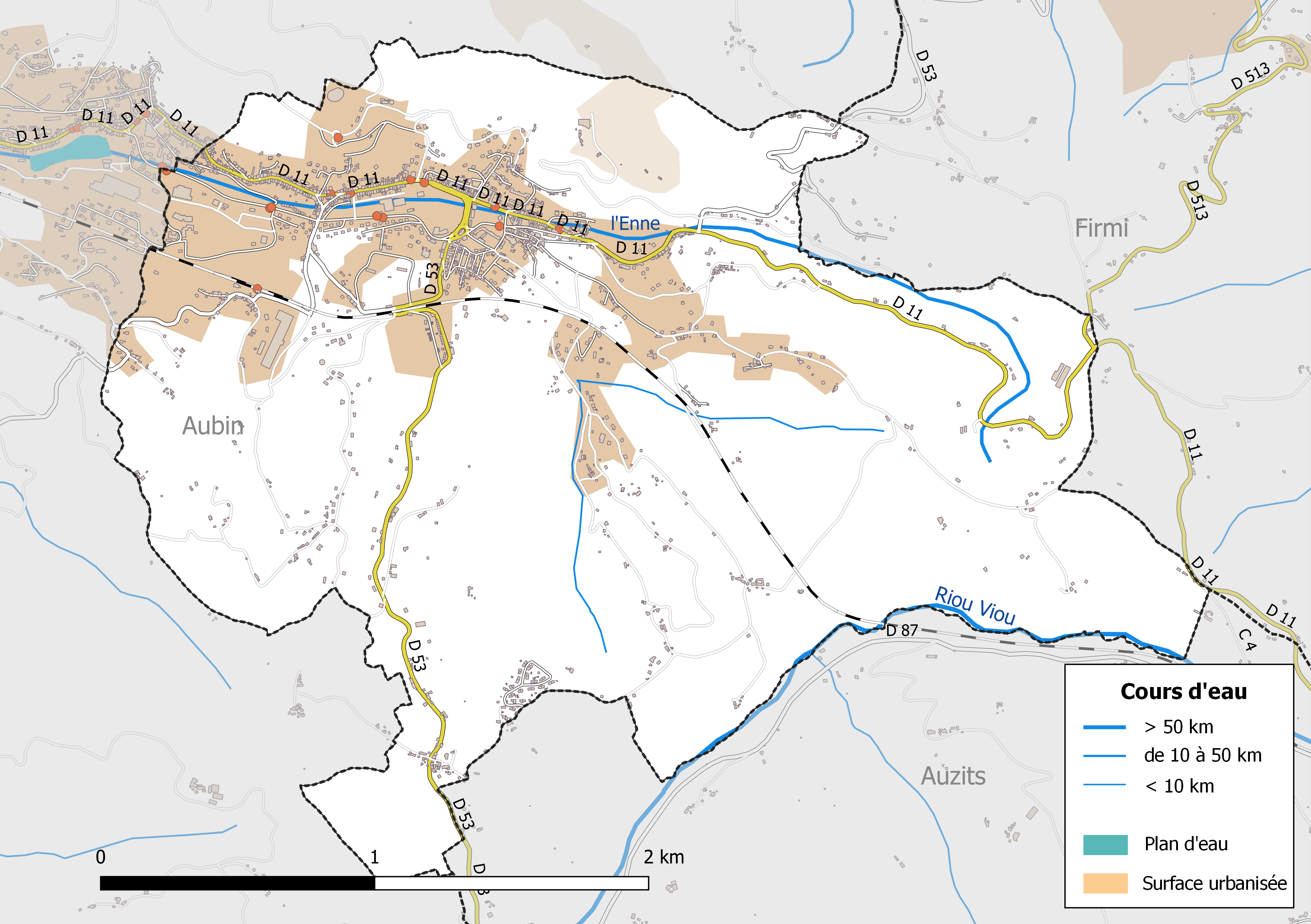
Carte hydrographique de la commune.

La commune est traversée par l'Enne un affluent du Riou mort.

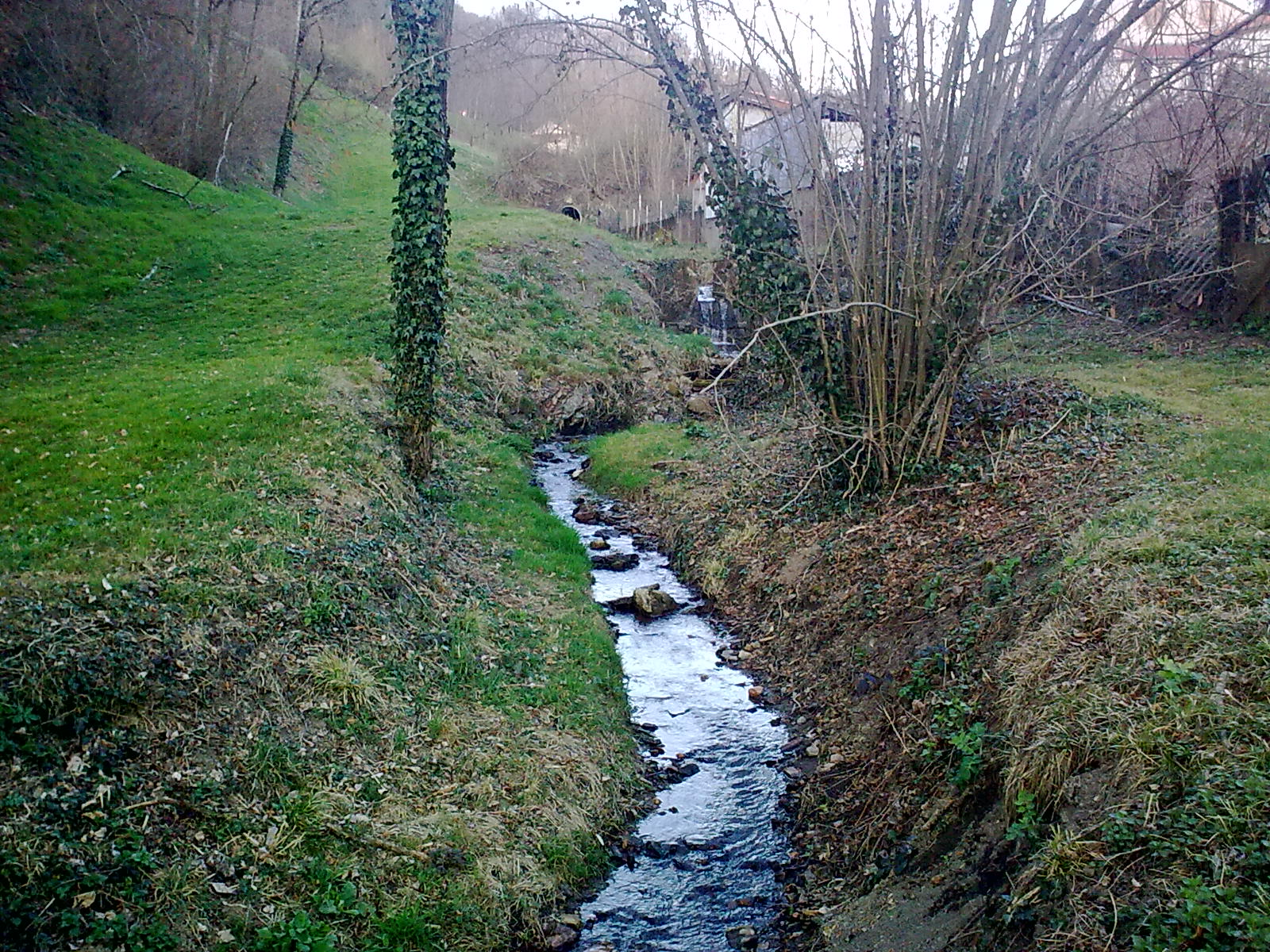
Le ruisseau de l'Enne.

### Géologie et relief

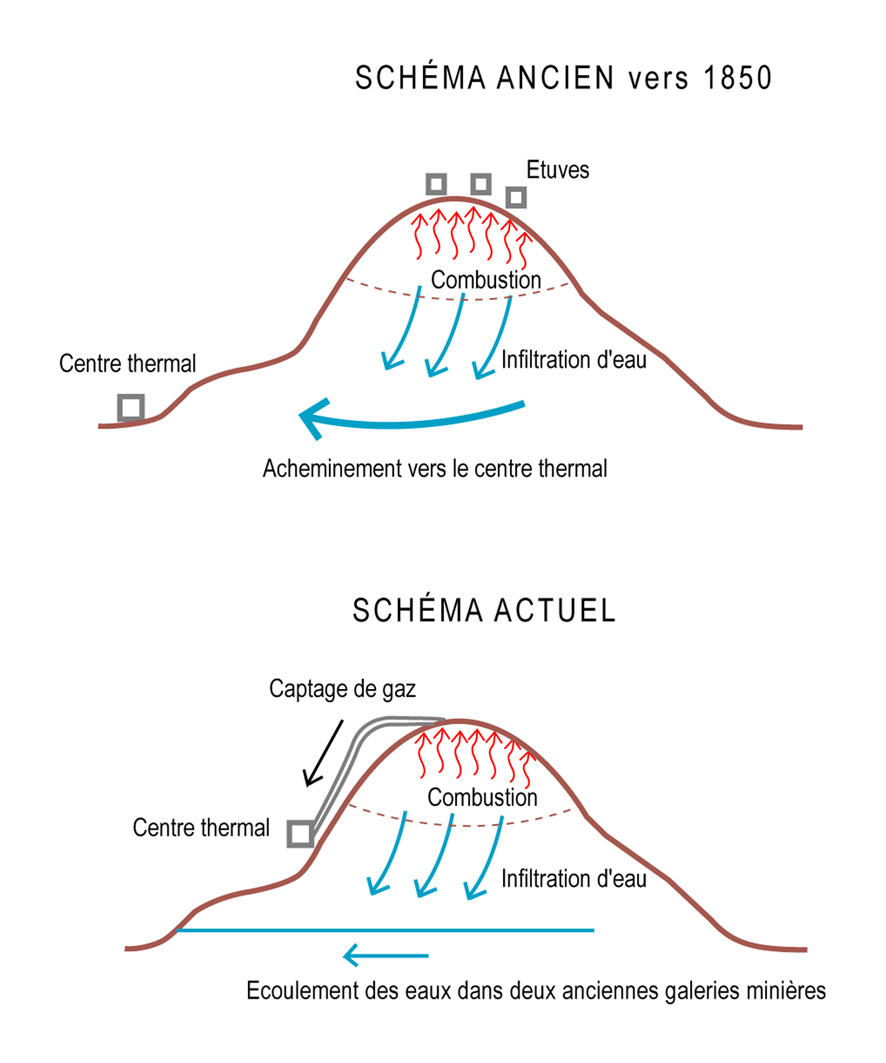
Schéma résumant la transformation du thermalisme du XIXe siècle à aujourd’hui.

La superficie de la commune est de 691 hectares ; son altitude varie de 274  à   470 mètres.
La ville possède des ressources thermales. En effet, la combustion des pyrites de fer à l'intérieur de la « montagne qui brûle » crée une sortie de vapeurs dont les effets sont bénéfiques en cas de douleurs ostéo-articulaires et de rhumatismes. De plus, la minéralisation des eaux de pluie infiltrées dans la montagne crée des sources chaudes minéralisées : les sources Fraysse, Saint-Augustin, et Geneviève, mais seule la dernière est exploitée à des fins médicales. Ces sources, qui ont été perdues dans les années 1860, coulent dans d'anciennes galeries minières.

### Climat
Pour des articles plus généraux, voir Climat de l'Occitanie et Climat de l'Aveyron.
En 2010, le climat de la commune est de type climat océanique altéré, selon une étude s'appuyant sur une série de données couvrant la période 1971-2000. En 2020, Météo-France publie une typologie des climats de la France métropolitaine dans laquelle la commune est exposée à un climat de montagne et est dans une zone de transition entre les régions climatiques « Ouest et nord-ouest du Massif Central » et « Sud-est du Massif Central »0.
Pour la période 1971-2000, la température annuelle moyenne est de 12,4 °C, avec une amplitude thermique annuelle de 15,8 °C. Le cumul annuel moyen de précipitations est de 972 mm, avec 11 jours de précipitations en janvier et 6,6 jours en juillet. Pour la période 1991-2020, la température moyenne annuelle observée sur la station météorologique la plus proche, située sur la commune de Colombiès à 20 km à vol d'oiseau, est de 11,5 °C et le cumul annuel moyen de précipitations est de 989,2 mm,. Pour l'avenir, les paramètres climatiques de la commune estimés pour 2050 selon différents scénarios d'émission de gaz à effet de serre sont consultables sur un site dédié publié par Météo-France en novembre 2022.

## Urbanisme

### Typologie
Au 1er janvier 2024, Cransac est catégorisée bourg rural, selon la nouvelle grille communale de densité à 7 niveaux définie par l'Insee en 2022.
Elle appartient à l'unité urbaine de Decazeville, une agglomération intra-départementale dont elle est une commune de la banlieue,. 
Par ailleurs la commune fait partie de l'aire d'attraction de Decazeville, dont elle est une commune du pôle principal,. Cette aire, qui regroupe 12 communes, est catégorisée dans les aires de moins de 50 000 habitants,.

### Occupation des sols

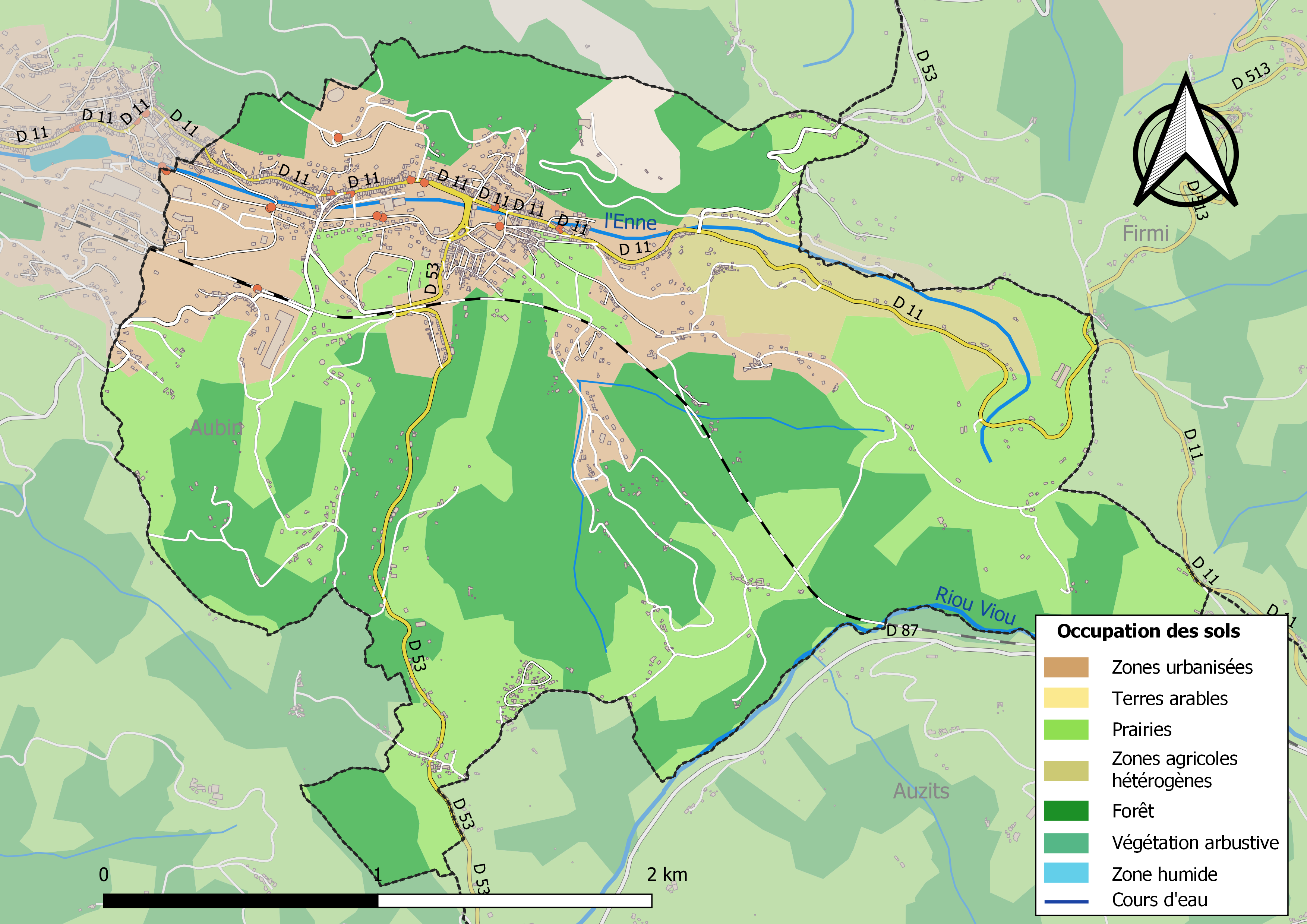
Carte des infrastructures et de l'occupation des sols de la commune en 2018 (CLC).

### Morphologie urbaine
Cransac-les-Thermes est situé dans l'étroite vallée de l'Enne, recouvert sur la majorité de son parcours, et à proximité d'Aubin. Ces deux villes sont tellement proches que le bâti reste continu entre ces deux villes. Cela n'a pas toujours été le cas, et jusqu'au milieu du XIXe siècle, Cransac, tout comme Aubin étaient de petits villages. L'arrivée de la mine, très gourmande en main d’œuvre, a été pour beaucoup dans le peuplement très rapide de Cransac et dans la densification de l'espace bâti.
L'habitat se présente donc, comme dans de nombreuses villes ouvrières, sous la forme d'un village-rue : des immeubles bâtis de façon continue le long d'une rue (la rue Anatole-France), à proximité du lieu de travail ; derrière ses immeubles est traditionnellement situé un petit jardin potager. Mais la déprise démographique suite de la fermeture des mines en 1963 a transformé ces rues bouillonnantes de vie en un espace calme.

### Lieux-dits, hameaux et écarts
Le Gua, Le Montet, Bezelgues, Le Fraysse, La Treille, La Rayasse.

### Habitat et logement
En 2021, le nombre total de logements dans la commune était de 1 424, alors qu'il était de 1 376 en 2016 et de 1 364 en 2011. 
Parmi ces logements, 57 % étaient des résidences principales, 26,1 % des résidences secondaires et 16,9 % des logements vacants. Ces logements étaient pour 52,9 % d'entre eux des maisons individuelles et pour 47,1 % des appartements. 
Le tableau ci-dessous présente la typologie des logements à Cransac en 2021 en comparaison avec celle de l'Aveyron et de la France entière. Une caractéristique marquante du parc de logements est ainsi une proportion de résidences secondaires et logements occasionnels (26,1 %) supérieure à celle du département (17,4 %) et à celle de la France entière (9,7 %). 
| Typologie                                               | Cransac | Aveyron | France entière |
| ------------------------------------------------------- | ------- | ------- | -------------- |
| Résidences principales (en %)                           | 57      | 71,7    | 82,2           |
| Résidences secondaires et logements occasionnels (en %) | 26,1    | 17,4    | 9,7            |
| Logements vacants (en %)                                | 16,9    | 10,9    | 8,1            |

### Voies de communication et transports
Accès par les routes départementales RD 11 et RD 53.
La gare de Cransac, située sur la ligne de Capdenac à Rodez desservie par des trains de grandes lignes Intercités de nuit et des trains régionaux TER Occitanie
Une ligne de bus : le TUB dessert depuis 2004 à heures régulières les cinq communes du bassin. Elle fait un crochet par les thermes pour transporter les curistes.

### Énergie
En matière de développement durable, Cransac a inauguré son réseau de chaleur biomasse - alimenté par des noyaux de fruits - le 3 avril 2009. Cette centrale permettra bientôt[C'est-à-dire ?] de chauffer un lotissement en construction : le Belvédère de la Vaysse, surplombant la vallée.

## Toponymie
Le 10 janvier 2025, la modification du nom de la commune de Cransac en Cransac-les-Thermes est parue au Journal officiel pour une date d'effet au 11 janvier 2025.

## Histoire

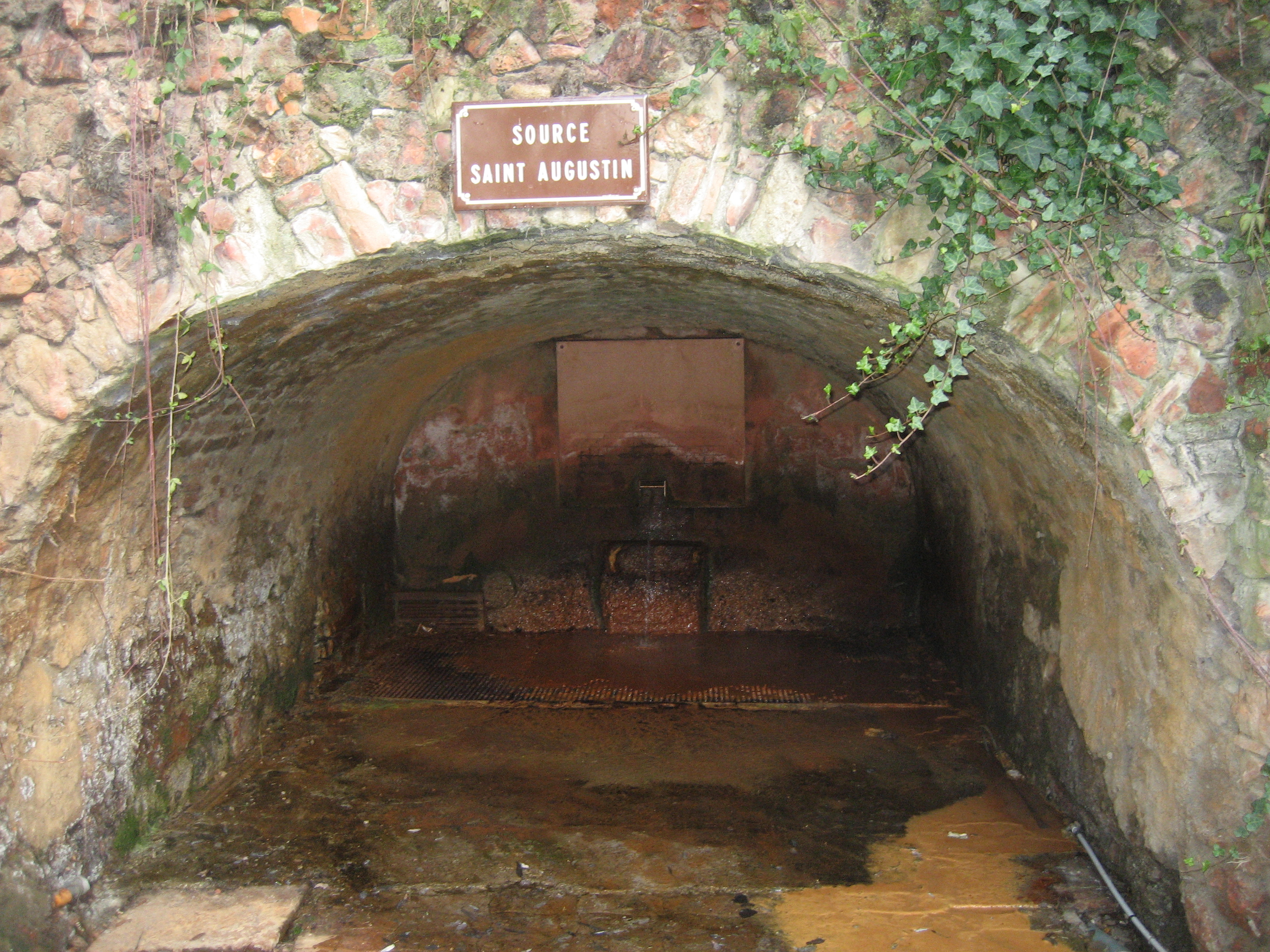
La source Saint-Augustin.

### La première période thermale
Cransac était déjà réputé à l’époque romaine pour les vertus de ses eaux. Il semble que l'usage des eaux thermales soit resté libre jusqu'au XVIIe siècle, époque à laquelle les sources ont été rachetées par les notables du village qui y bâtissent des pavillons pour accueillir les curistes.
Henri de Boulainvilliers, écrivain prolifique et encyclopédiste du XVIIIe siècle, va décrire un état de la France dans plusieurs ouvrages et au sujet de Cransac, voici ce qu'il rapporte:
" Il y a dans le même lieu de Cransac deux fontaines d'eaux minérales que l'on tient des meilleures d'Europe. Elles attirent en ce lieu quantité de malades dans les deux saisons de May et Septembre et on les transporte dans les lieux éloignés, même jusqu'à Paris.
Leur principal effet est de rétablir les estomacs faibles et languissants, les obstructions et de soulager les douleurs néphrétiques. Au-dessus de ces fontaines, il y a des grottes ou étuves où les malades se font suer pour guérir les rhumatismes, sciatiques, gouttes et paralysies, et rétablir les membres blessés ou affaiblis. La vertu de ces eaux consiste dans l'alun dont elles sont imprégnées ... Il faut ajouter que ces eaux minérales sortent de la montagne dans laquelle on a pratiqué les étuves dont il vient d'être parlé et que cette montagne renferme un feu intérieur qui exhale ordinairement en fumée, mais qui jette assez souvent des flammes considérables. La superficie du terrain y est toute brûlée, marque certaine que le feu n'en est pas profond, aussi ne s'y plaint-on guère des tremblements de terre si fréquents dans le voisinage des autres volcans."
Les trois principales sources de l'époque étaient les sources Basse-Richard, Haute-Richard, et Belzègues. La source Haute-Richard était la plus minéralisée et se situait dans le hameau de la Pélonie. Les autres sources coulaient dans le parc thermal de l'époque, devenu aujourd'hui le bassin de Passelaygues, ayant été transformé en mine à ciel ouvert pendant la période minière. Ces sources étaient utilisées afin de soigner des maladies aujourd'hui marginales comme le paludisme ou les maladies du foie.
Les gisements de vapeur à la sortie de la montagne qui brûle étaient eux aussi exploités. Une cabane en bois appelée étuve était bâtie à l'émergence des vapeurs. Les curistes s'y asseyaient au-dessus, nus, durant une vingtaine de minutes. À la sortie, un personnel soignant les attendait et les couvrait de vêtements chauds afin de leur éviter un choc thermique.
Les hôtels accueillant les curistes appartenaient aux propriétaires des sources thermales. On comptait cinq hôtels en 1848 à l'apogée du thermalisme à Cransac : l'hôtel Saint-Charles, l'hôtel Rocques, l'hôtel Sahut, et le Château. Ces hôtels, pour la plupart situés sur la partie haute, le Cransac originel, sont soit abandonnés, ou bien abritent des logements pour des particuliers. L'hôtel Saint-Charles est aujourd'hui en restauration.

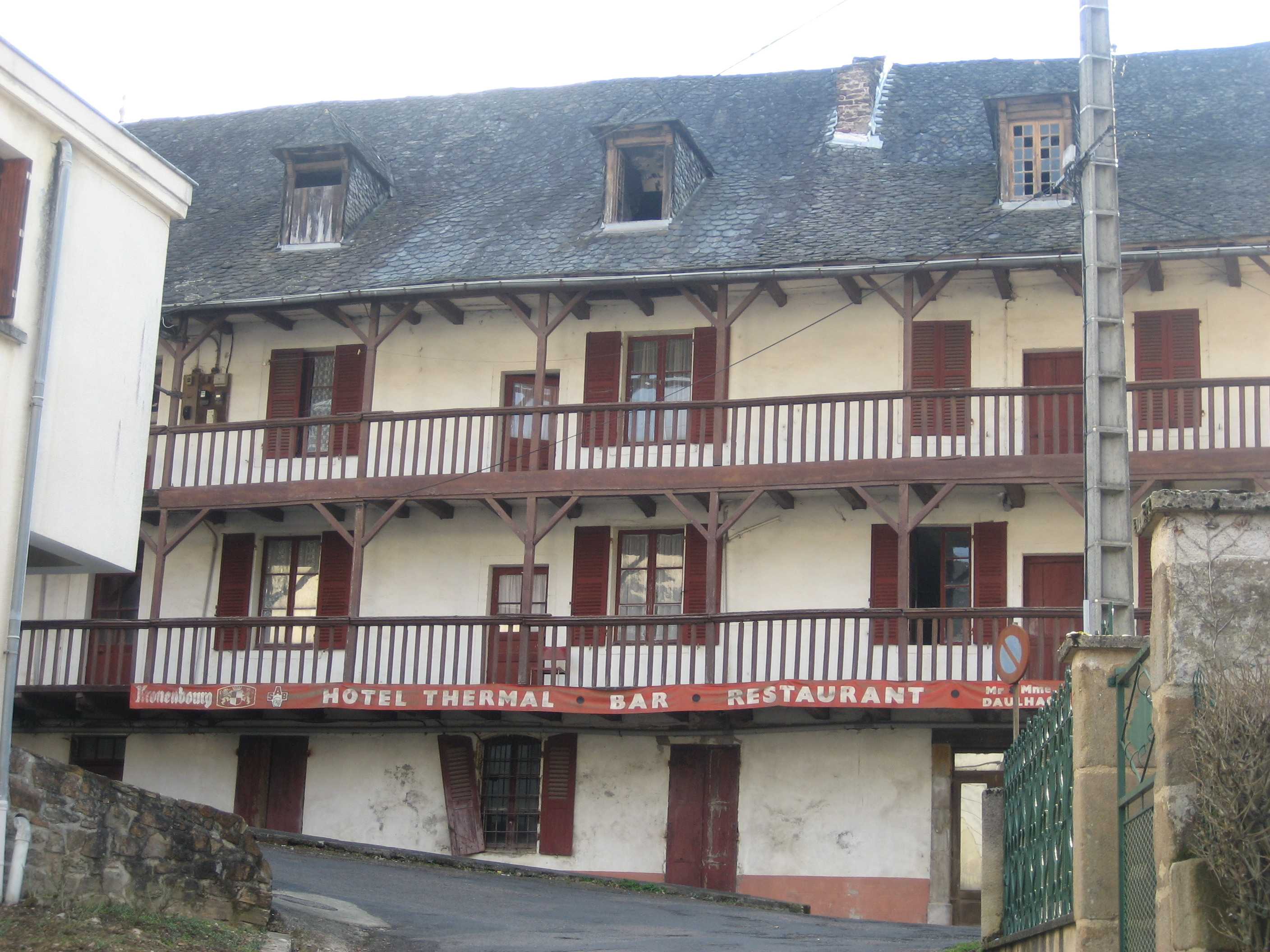
L'hôtel Rocques, démoli en novembre 2014.

### La période minière
L'apogée du Cransac thermal, qui accueillait près de 5 000 curistes par an début du XIXe siècle va prendre fin dès lors que les compagnies minières vont s'intéresser à Cransac. La houille est en effet une ressource traditionnelle dans le bassin de Decazeville. Les charbonnières, mines creusées de façon artisanale, ont alimenté en combustible des générations de forgerons cransacrois. Mais la révolution industrielle et ses besoins astronomiques en charbon vont faire de Cransac un des bassins houillers les plus importants du Sud de la France. Ainsi, avec la révolution industrielle, Cransac-les-Eaux devient Cransac-les-Mines, et son sous-sol est partagé entre la compagnie d'Orléans et la compagnie de Campagnac, qui seront réunies en 1947 avec la nationalisation des compagnies minières.
Le village qui comptait alors 500 habitants en 1848, va en compter jusqu'à 7 000 au début du XXe siècle. Ainsi, le puits no 1, organe central de l'industrie houillère, va devenir le centre du village autour duquel l'habitat va se développer. Les sources thermales vont se perdre à cause de travaux dans les galeries, et seules vont subsister les étuves qui donneront à Cransac le surnom de ville thermale sans eaux.
Une terrible catastrophe eut lieu le 3 novembre 1888 aux mines de Campagnac, dans le puits Sainte-Barbe. Un coup de grisou fit une cinquantaine de victimes,.
En 1914, la Compagnie des mines de Courrières évacue ses Mineurs westphaliens vers le Massif central et 80 Westphaliens d'origine polonaise, famille incluse, venus des mines du Nord, arrivent à Cransac, avec parmi eux le leader syndical Thomas Olszanski, qui fondera dans les années 1920 à Lens le journal en polonais Robotnik Polski.

### Le renouveau du thermalisme
À partir des années 1950, le charbon subit une crise en France, et les bassins isolés des grands axes industriels, comme celui de Decazeville, vont être les premiers à fermer. Ainsi, les mines de Cransac ferment en 1963, accélérant l'exode des mineurs. Mais la fermeture des mines va avoir néanmoins un effet positif : les anciennes sources vont réapparaitre à la sortie des galeries minières. La mairie va de même se lancer dans une politique de démolition des friches et de remise en valeur du patrimoine thermal. Les anciennes étuves en bois, rudimentaires, sont rasées, et un centre thermal captant les gaz du haut de la montagne est bâti en contrebas, permettant aux curistes d'avoir accès à des soins plus variés et dans des normes d'hygiène moderne.

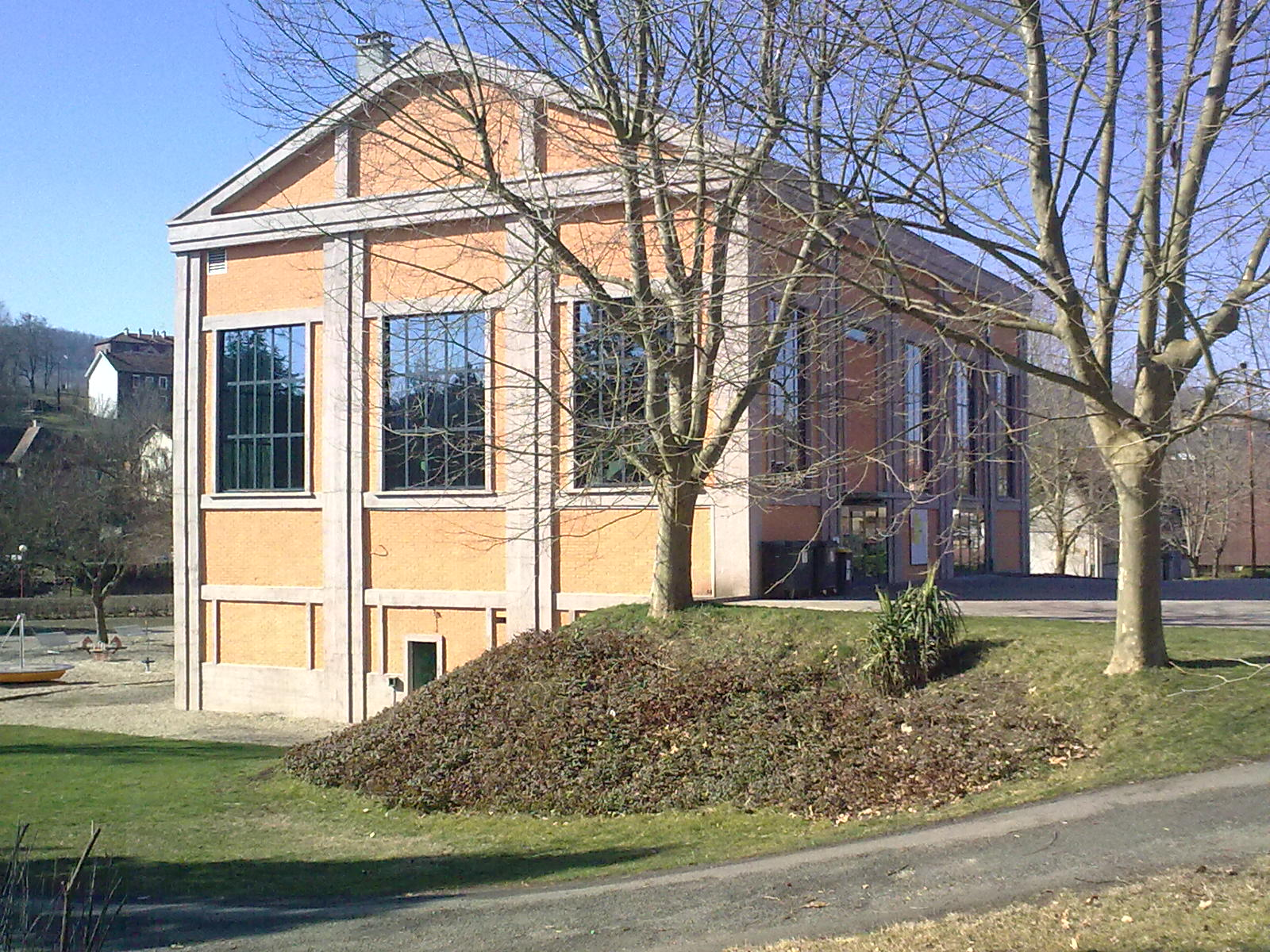
L'ancienne salle des machines du puits no 1, reconvertie en salle des fêtes.

Le complexe industriel du puits no 1 va lui aussi être rasé et reconverti en un parc agréable. Seule subsiste aujourd'hui la salle des machines, reconvertie en salle des fêtes. Un travail sur la rénovation du bâti résidentiel a aussi été réalisé, bien que de nombreux logements restent à l'abandon. Les sources thermales mettront beaucoup plus de temps à être exploitées : la source Geneviève n'est exploitée commercialement que depuis 2010.
Ainsi, grâce aux efforts d'une génération, la ville a pu effacer les traces de la mine et se relancer dans l'accueil des curistes avec la chaîne thermale du Soleil.

## Politique et administration

### Rattachements administratifs et électoraux

#### Rattachements administratifs
La commune se trouve dans l'arrondissement de Villefranche-de-Rouergue du département de l'Aveyron.  
Elle faisait partie depuis 1793 du canton d'Aubin. Dans le cadre du redécoupage cantonal de 2014 en France, cette circonscription administrative territoriale a disparu, et le canton n'est plus qu'une circonscription électorale.

#### Rattachements électoraux
Pour les élections départementales, la commune fait partie depuis 2014 du canton d'Enne et Alzou.
Pour l'élection des députés, elle fait partie de la deuxième circonscription de l'Aveyron.

### Intercommunalité
Le bassin de Decazeville, bien qu'ayant beaucoup perdu d'habitants depuis 60 ans, garde son unité historique et géographique, et est devenu en 1998 une communauté de communes : la communauté de communes du Bassin de Decazeville Aubin, où de nombreux projets mettant en commun les cinq anciennes villes du bassin (Decazeville, Aubin, Viviez, Firmi, et Cransac) ont été mis en œuvre.
Cette communauté de communes, dont Cransac-les-Thermes était membre, était un établissement public de coopération intercommunale (EPCI) à fiscalité propre créé en 1999 auquel la commune avait transféré un certain nombre de ses compétences, dans les conditions déterminées par le code général des collectivités territoriales.
Dans le cadre des dispositions de la loi portant nouvelle organisation territoriale de la République du 7 août 2015, qui prévoit que les établissements publics de coopération intercommunale (EPCI) à fiscalité propre doivent avoir un minimum de 15 000 habitants, cette intercommunalité a fusionné avec la petite communauté de communes de la Vallée du Lot pour former, le 1er janvier 2017, la communauté  de communes Decazeville Communauté, dont est désormais membre la commune.

### Tendances politiques et résultats
Au premier tour des élections municipales de 2014 dans l'Aveyron, la liste DVG menée par Michel Raffi — soutenue par le maire sortant Jean-Paul Linol qui ne se représentait pas — obtient la majorité absolue des suffrages exprimés,  avec 581 voix (72,71 %, 17 conseillers municipaux élus dont 4 communautaires),  devançant très largement celle FG menée par Jean Echeverria, qui a recueilli 218 voix (27,28 %, 2 conseillers municipaux élus.
Lors de ce scrutin, 32,68 % des électeurs se sont abstenus. 	. 
Au premier tour des élections municipales de 2020 dans l'Aveyron, la liste DVG menée par le maire sortant Michel Raffi obtient la majorité absolue des suffrages exprimés,  avec 377 voix (63,36 %, 16 conseillers municipaux élus dont 2 communautaires), devançant très largement celle FG menée par Jean Echeverria, qui a recueilli 218 voix (36,63 %, 3 conseillers municipaux élus).
Lors de ce scrutin marqué par la pandémie de Covid-19 en France, 46,62 % des électeurs se sont abstenus. 	

### Administration municipale
Le nombre d'habitants au recensement de 2017 étant compris entre 1 500 habitants et 2 499 habitants, le nombre de membres du conseil municipal pour l'élection de 2020 est de dix neuf, y compris le maire et ses adjoints.

### Liste des maires
| Période                                  | Période                   | Identité             | Étiquette | Qualité |
| ---------------------------------------- | ------------------------- | -------------------- | --------- | --- |
| Les données manquantes sont à compléter. |                           |                      |           | |
|                                          |                           |                      |           | |
| 1919                                     | 1925                      | Baptiste Bex         | SFIO      | Président de l'Union des coopératives du bassin houiller ( ? → 1918) Conseiller d'arrondissement d'Aubin (1907 → 1919) |
| 1925                                     | 1929                      | Augustin Bessiere    |           | |
| 1929                                     | 1935                      | Baptiste Bex         | SFIO      | |
| 1935                                     | 1945                      | Urbain Castes        | SFIO      | Agriculteur exploitant Président des Mutuelles et du Crédit agricole du canton d’Aubin |
| 1945                                     | 1947                      | Henri Bessettes      |           | |
| 1947                                     | 1953                      | Albert Besse         | SFIO      | |
| 1953                                     | 1971                      | Paul Oustry          | SFIO      | |
| 1971                                     | 1977                      | André Requi          | PS        | Commerçant forain Président du syndicat départemental des commerçants non sédentaires Suppléant du député PRG Robert Fabre (1978 → 1980)                                                                                        |
| 1977                                     | 1983                      | Raymond Christophoul | DVG       | |
| 1983                                     | 1993                      | André Requi          | PS        | Commerçant forain Président du syndicat départemental des commerçants non sédentaires Conseiller régional (1986 → 1992 et 1997 → 1998) suppléant du député PRG Jean Rigal (1988 → 1993) Chevalier de l'Ordre national du Mérite |
| 1993                                     | mars 2014                 | Jean Paul Linol      | PS        | Cadre bancaire retraité |
| mars 2014                                | avril 2023                | Michel Raffi         |           | Ancien cadre Vice-président de la CC Decazeville Communauté (2017 → ) Démissionnaire |
| avril 2023,                              | En cours (au 25 mai 2025) | Bernard Canac        | SE        | Cadre retraité |

## Population et société

### Démographie
L'évolution du nombre d'habitants est connue à travers les recensements de la population effectués dans la commune depuis 1793. Pour les communes de moins de 10 000 habitants, une enquête de recensement portant sur toute la population est réalisée tous les cinq ans, les populations de référence des années intermédiaires étant quant à elles estimées par interpolation ou extrapolation. Pour la commune, le premier recensement exhaustif entrant dans le cadre du nouveau dispositif a été réalisé en 2004.

En 2022, la commune comptait 1 464 habitants, en évolution de −4,06 % par rapport à 2016 (Aveyron : +0,37 %, France hors Mayotte : +2,11 %).
| 1793 | 1800 | 1806 | 1821 | 1831 | 1836 | 1841 | 1846 | 1851 |
| ---- | ---- | ---- | ---- | ---- | ---- | ---- | ---- | ---- |
| 473  | 450  | 607  | 489  | 590  | 565  | 563  | 579  | 801  |

| 1856 | 1861  | 1866  | 1872  | 1876  | 1881  | 1886  | 1891  | 1896  |
| ---- | ----- | ----- | ----- | ----- | ----- | ----- | ----- | ----- |
| 942  | 1 967 | 3 540 | 3 655 | 4 468 | 4 504 | 4 773 | 5 653 | 5 955 |

| 1901  | 1906  | 1911  | 1921  | 1926  | 1931  | 1936  | 1946  | 1954  |
| ----- | ----- | ----- | ----- | ----- | ----- | ----- | ----- | ----- |
| 6 715 | 6 953 | 6 654 | 6 441 | 6 307 | 5 087 | 4 502 | 4 821 | 4 765 |

| 1962  | 1968  | 1975  | 1982  | 1990  | 1999  | 2004  | 2006  | 2009  |
| ----- | ----- | ----- | ----- | ----- | ----- | ----- | ----- | ----- |
| 4 132 | 3 244 | 2 870 | 2 520 | 2 180 | 1 821 | 1 730 | 1 728 | 1 665 |

| 2014  | 2019  | 2022  | - | - | - | - | - | - |
| ----- | ----- | ----- | - | - | - | - | - | - |
| 1 541 | 1 473 | 1 464 | - | - | - | - | - | - |

## Économie

### Revenus
En 2018  (données Insee publiées en septembre 2021), la commune compte 777 ménages fiscaux, regroupant 1 405 personnes. La médiane du revenu disponible par unité de consommation est de 17 680 € (20 640 € dans le département).

### Emploi
| Division       | 2008  | 2013   | 2018   |
| -------------- | ----- | ------ | ------ |
| Commune        | 9,9 % | 11,4 % | 12,2 % |
| Département    | 5,4 % | 7,1 %  | 7,1 %  |
| France entière | 8,3 % | 10 %   | 10 %   |

En 2018, la population âgée de 15 à 64 ans s'élève à 834 personnes, parmi lesquelles on compte 65,3 % d'actifs (53,1 % ayant un emploi et 12,2 % de chômeurs) et 34,7 % d'inactifs,. Depuis 2008, le taux de chômage communal (au sens du recensement) des 15-64 ans est supérieur à celui de la France et du département.
La commune fait partie du pôle principal de l'aire d'attraction de Decazeville,. Elle compte 339 emplois en 2018, contre 375 en 2013 et 318 en 2008. Le nombre d'actifs ayant un emploi résidant dans la commune est de 457, soit un indicateur de concentration d'emploi de 74,1 % et un taux d'activité parmi les 15 ans ou plus de 43 %.
Sur ces 457 actifs de 15 ans ou plus ayant un emploi, 127 travaillent dans la commune, soit 28 % des habitants. Pour se rendre au travail, 86,5 % des habitants utilisent un véhicule personnel ou de fonction à quatre roues, 2,2 % les transports en commun, 7,1 % s'y rendent en deux-roues, à vélo ou à pied et 4,2 % n'ont pas besoin de transport (travail au domicile).

### Activités hors agriculture

#### Secteurs d'activités
90 établissements sont implantés  à Cransac au 31 décembre 2019. Le tableau ci-dessous en détaille le nombre par secteur d'activité et compare les ratios avec ceux du département,.
| Secteur d'activité                                                                                        | Commune | Commune | Département |
| Secteur d'activité                                                                                        | Nombre  | %       | %           |
| --- | ------- | ------- | ----------- |
| Ensemble                                                                                                  | 90      | 100 %   | (100 %)     |
| Industrie manufacturière, industries extractives et autres                                                | 8       | 8,9 %   | (17,7 %)    |
| Construction                                                                                              | 18      | 20 %    | (13 %)      |
| Commerce de gros et de détail, transports, hébergement et restauration                                    | 30      | 33,3 %  | (27,5 %)    |
| Information et communication                                                                              | 1       | 1,1 %   | (1,5 %)     |
| Activités financières et d'assurance                                                                      | 2       | 2,2 %   | (3,4 %)     |
| Activités immobilières                                                                                    | 4       | 4,4 %   | (4,2 %)     |
| Activités spécialisées, scientifiques et techniques et activités de services administratifs et de soutien | 7       | 7,8 %   | (12,4 %)    |
| Administration publique, enseignement, santé humaine et action sociale                                    | 10      | 11,1 %  | (12,7 %)    |
| Autres activités de services                                                                              | 10      | 11,1 %  | (7,8 %)     |

Le secteur du commerce de gros et de détail, des transports, de l'hébergement et de la restauration est prépondérant sur la commune puisqu'il représente 33,3 % du nombre total d'établissements de la commune (30 sur les 90 entreprises implantées  à Cransac), contre 27,5 % au niveau départemental.

#### Entreprises

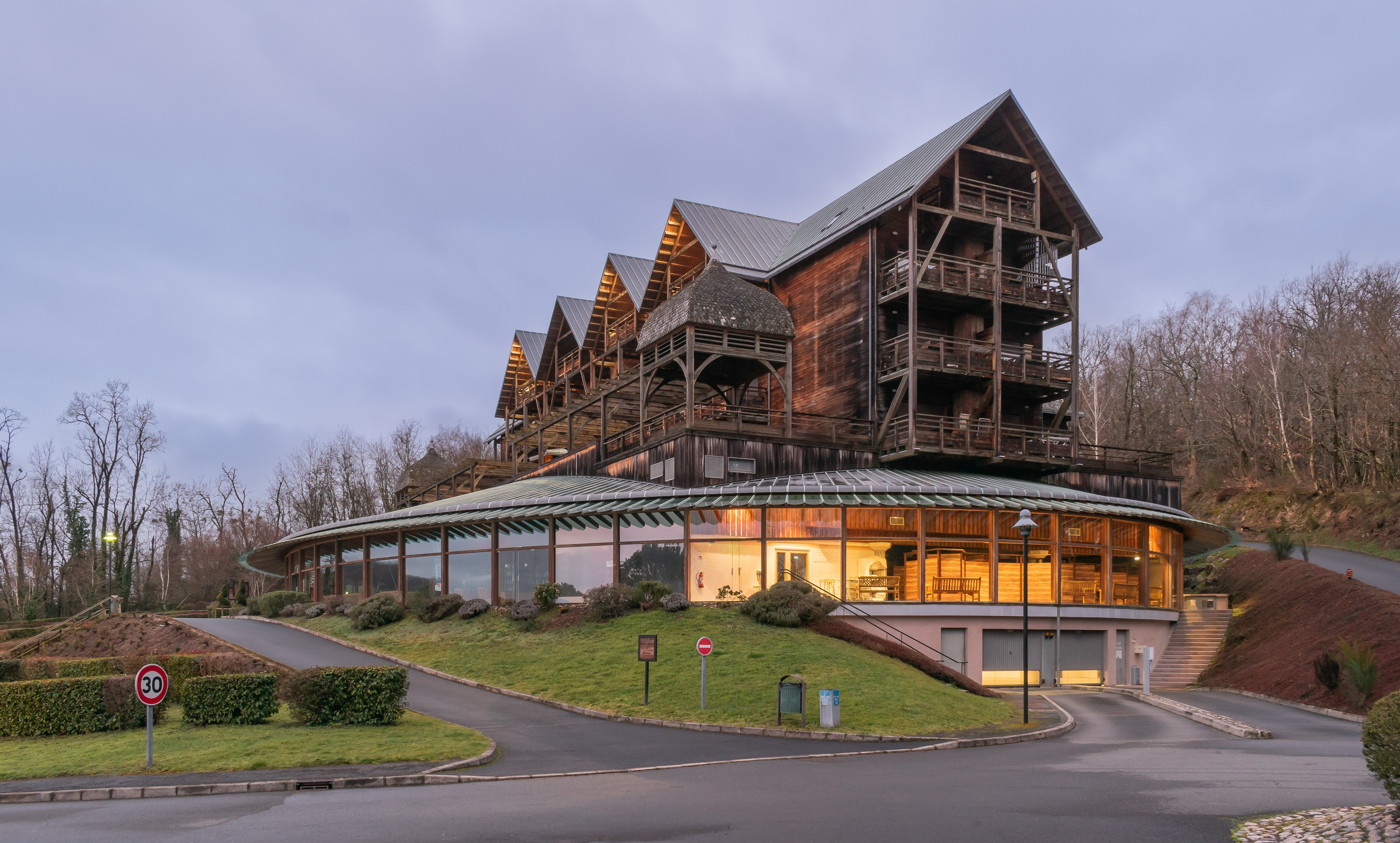
Les thermes de Cransac. Mars 2023.

Les deux entreprises ayant leur siège social sur le territoire communal qui génèrent le plus de chiffre d'affaires en 2020 sont : 
- Casino De Cransac, organisation de jeux de hasard et d'argent (2 364 k€)
- Bielka, entretien et réparation de véhicules automobiles légers (21 k€)

De récents progrès ont été enregistrés dans le domaine du thermalisme, bien que Cransac demeure une ville thermale secondaire. En 1996, la Chaîne thermale du Soleil rachète les thermes de Cransac. En 2003, un nouveau centre thermal est bâti. Il offre, outre une gamme de soins plus variée, la possibilité de loger sur place, dans le "Logis des Boisements". L'établissement est spécialisé dans le traitement des rhumatismes et des douleurs ostéo-articulaires.
En matière d'hébergements thermaux, la déprise démographique a permis la libération et la remise aux normes de nombreux logements aujourd'hui loués aux curistes par des particuliers.
Cransac-les-Thermes dispose en matière de commerces tous les services courants, ainsi que des services pratiques aux curistes (ambulance-taxi). L'offre en loisirs est de même diversifiée, avec de nombreux sites à visiter aux alentours, bien que la plupart des curistes apprécient le calme du village.
SIFTT Katar véhicule tout-terrain conçu sur la commune.

### Agriculture
|               | 1988 | 2000 | 2010 | 2020 |
| ------------- | ---- | ---- | ---- | ---- |
| Exploitations | 21   | 7    | 3    | 4    |
| SAU (ha)      | 200  | 221  | 197  | 235  |

La commune est dans la « Viadène et vallée du Lot », une petite région agricole occupant le nord-ouest du département de l'Aveyron. En 2020, l'orientation technico-économique de l'agriculture  sur la commune est l'élevage de bovins, pour la viande. Quatre exploitations agricoles ayant leur siège dans la commune sont dénombrées lors du recensement agricole de 2020 (21 en 1988). La superficie agricole utilisée est de 235 ha,,.

### Enseignement
Cransac-les-Thermes fait partie de l'académie de Toulouse.

### Culture et festivités
La vie du village est tournée autour de la place centrale : la place Jean-Jaurès, sur laquelle a lieu un marché hebdomadaire et de nombreuses autres animations. À la fin du XIXe siècle, l'ancienne église, trop petite pour accueillir les mineurs a été démolie et remplacée par un édifice plus grand. Cransac-les-Thermes offre à ses habitants et visiteurs deux parcs agréables : le parc thermal, ancien site du puits n°1, reconverti en parc dans les années 1970 ; et le bassin de Passelaygues, ancienne mine à ciel ouvert aujourd'hui remplie d'eau.

### Activités sportives
Aveyronnaise Classic, cynodrome, quilles de huit, club hippique, pétanque...

## Culture locale et patrimoine

### Lieux et monuments

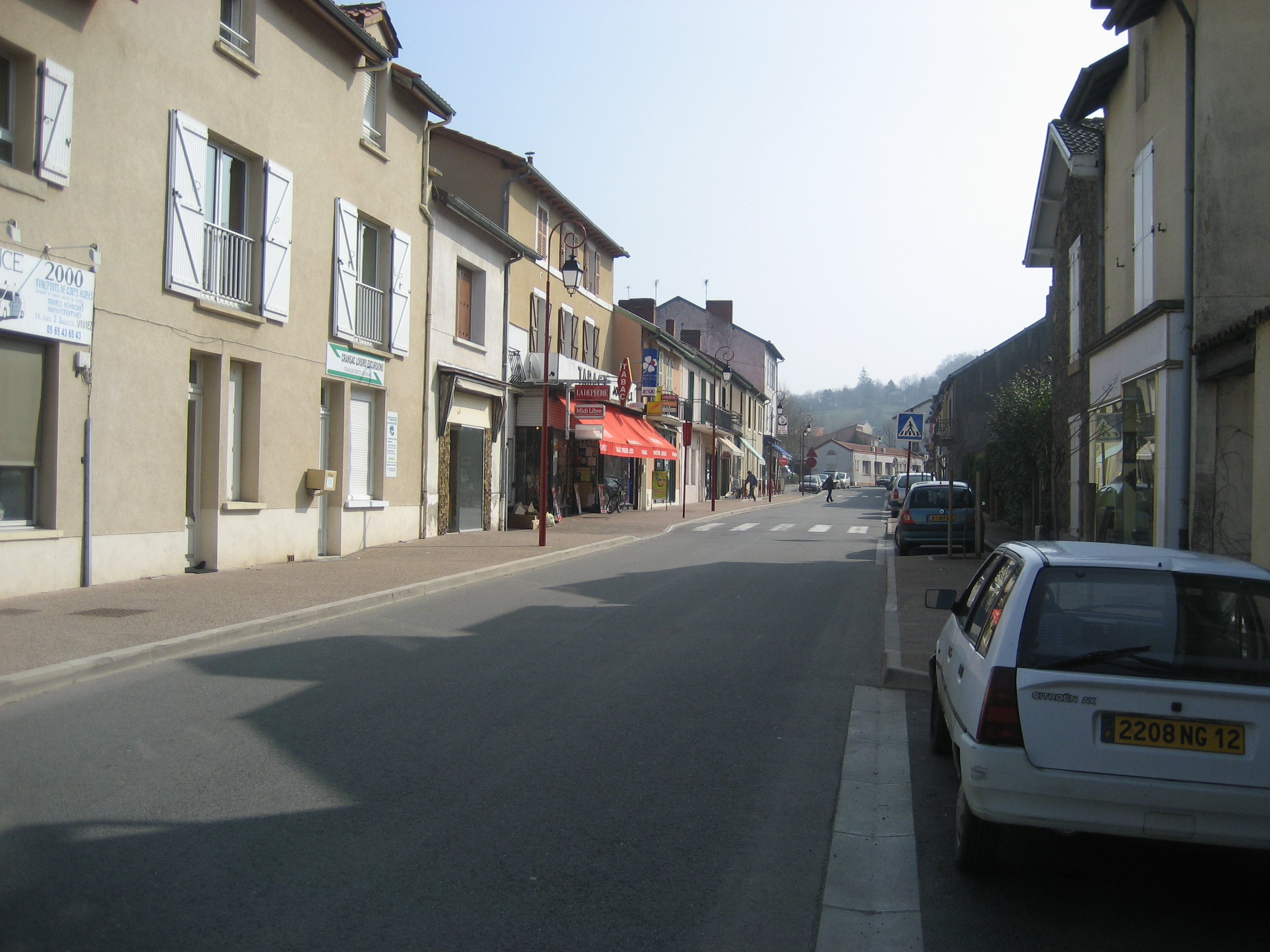
La rue Jean-Jaurès à Cransac-les-Thermes.

- L'Église Saint-Julien de Brioude de Cransac-les-Thermes.
- Établissement thermal, en bois, verre et zinc dessiné par l'architecte toulousain Luc Demolombe.
- Musée « la Mémoire de Cransac », qui présente l’évolution de Cransac-les-Eaux à Cransac-les-Mines et aujourd’hui Cransac-les-Thermes.
- sur le chemin qui part du Centre thermal en direction du cynodrome et du club hippique, sont apparentes les conduites qui amènent les gaz chauds au Centre thermal, A proximité, de très vieilles étuves (ruines) où est distinctement perçue l'odeur de soufre des gaz. Les fumées de la "Montagne qui brûle" sont visibles derrière le centre thermal.
- sur l'ancien plateau des mines, derrière la Mairie, l'ancien bâtiment de l'exploitation minière a été transformé en salle de fêtes.

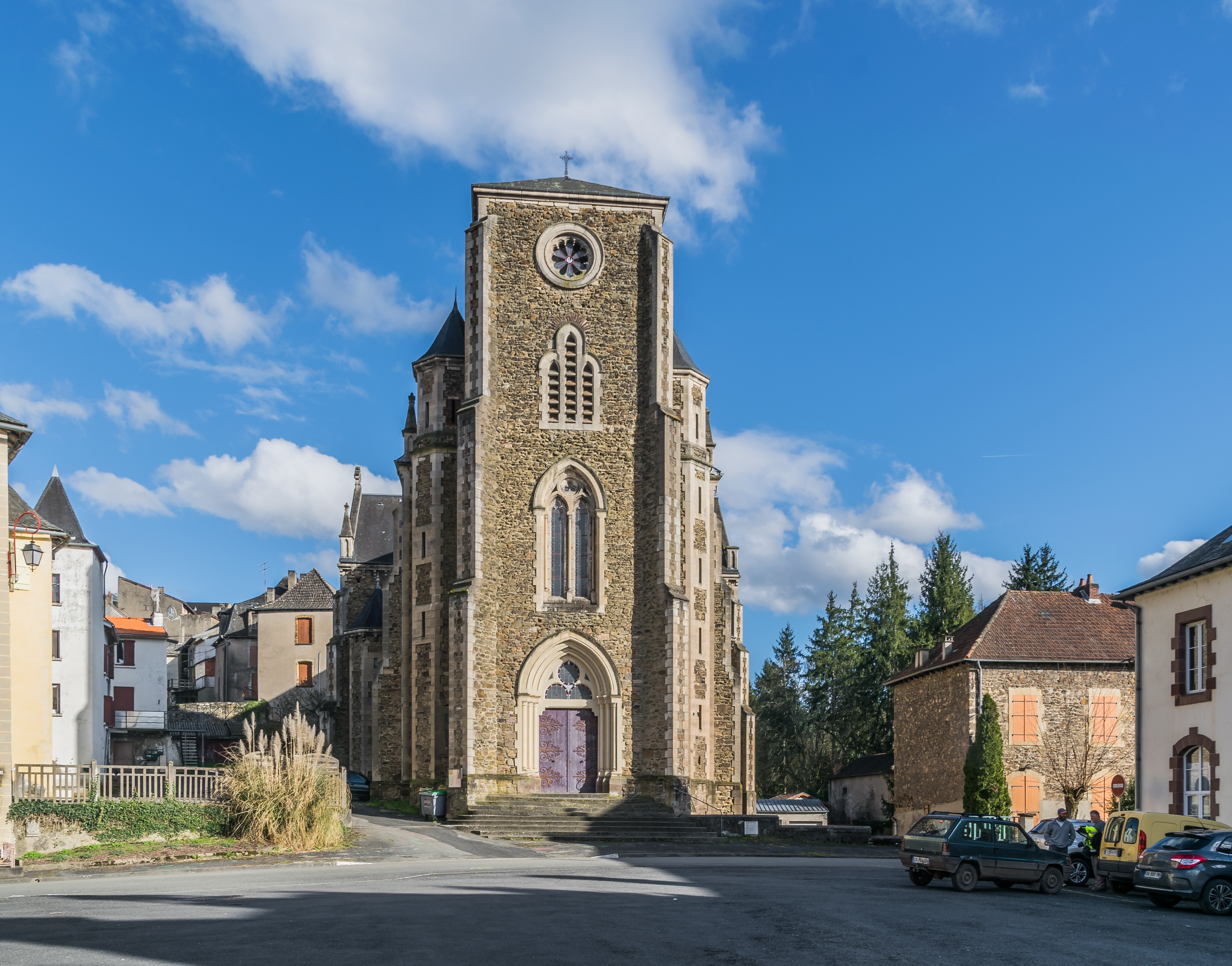
Église Saint-Julien de Cransac.

- à la sortie sud de Cransac (route d'Auzits et Saint-Christophe) se trouve un bassin, ancien puits de mine ennoyé. À proximité, à la base de la colline, la source Saint-Augustin produit un petit débit. L'eau est potable, bien que très minéralisée.
- La source Fraysse, située à proximité de la chaufferie à noyaux de fruits, n'est pas visible : elle coule dans le jardin d'un particulier.
- Le bassin de Passelaygues abrite une famille de cygnes dont le nid est protégé par un grillage.
- Au sud du village, près de la gare, un important jardin-ouvrier encore entretenu est le témoin de l'agriculture vivrière que pratiquaient les mineurs.
- Le cimetière est immense comparé à la population actuelle du village.

### Personnalités liées à la commune
- Emmanuel Busto (1932-2017), coureur cycliste professionnel, est né sur la commune.
- Robert Szczepaniak, footballeur, né le 4 avril 1942 à Cransac.
- Antoine Makuch, footballeur, né le 17 janvier 1921 à Cransac.
- Jean-Louis Fraysse (1948-2011) écrivain né sur la commune, plus connu avec le pseudonyme collectif Michel Grimaud.
- Bernard Canac, ancien député suppléant, adjoint au maire de Cransac.

### Cransac-les-Thermes dans les arts et la culture
L'action du roman Duo (1934) de Colette se déroule à Cransac.
Le compositeur Émile Goué s'inspira de Cransac dans son triptyque Pénombres (1931)

### Héraldique
| Blason de Cransac-les-Thermes | Blason  | D’azur au volcan de sable enneigé d’argent d’où s'écoule une lave de gueules et d’où s’échappent des fumées d’argent. |
| Blason de Cransac-les-Thermes | Détails | Le statut officiel du blason reste à déterminer.                                                                      |

## Pour approfondir